# 그해 겨울은 따뜻했네 (영화)
《그해 겨울은 따뜻했네》는 1984년 개봉한 대한민국의 드라마 영화이다. 배창호와 안성기가 호흡을 맞춘 전쟁 멜로물 영화이다.
1982년 한국일보에 연재했던 박완서의 장편 소설 《그해 겨울은 따뜻했네》를 영화화한 작품. 당시 에로물의 홍수 속에서 전쟁으로 이산가족이 된 자매의 이야기는 관객들에게 신선한 감동을 주었다. 특히 안성기는 배창호의 감독 데뷔작품인 《꼬방동네 사람들》(1982)을 필두로 그가 연출한 다섯 편의 영화에 꼬바기 출연하고 있다. 유지인은 계산적이고 이기적인 수지, 이미숙은 부당하게 짓밟히면서도 꿋꿋하게 살아가는 오목, 안성기는 두 자매의 갈등을 무난하게 해결하고 싶어하는 일환 등 안성기와 이미숙, 유지인과 한진희의 연기의 조화가 이루어지면서 좋은 작품으로 탄생했다.
감독은 멜로드라마의 속성으로 인식됐던 표피적인 인물 성향과 사건 위주의 드라마 전개방식에서 탈피하여 삶의 내면을 진지하게 그려냈고 영화는 전쟁고아의 아픔과 물질 만능주의, 신분 차이로 인한 두 자매의 심적 갈등을 섬세하게 표현하면서 용서와 화해라는 메시지를 던졌다. (「멜로드라마(문화지도 : 28)」 중앙 96. 9. 30) 그해 서울 관객 13만 명을 동원, 한국영화 흥행순위 4위를 기록했다. 영화 오프닝과 엔딩에 “뜸북 뜸북 뜸북새” 노래가 구슬프게 깔린다.

## 캐스팅
- 유지인 : 수지 역
- 이미숙 : 수인 / 오목 역
- 안성기 : 일환 역
- 한진희 : 인재 역
- 송재호
- 김진애
- 최문선
- 김다혜
- 양진영
- 이해룡
- 이인옥
- 양택조
- 김기종
- 윤일주
- 이예성
- 이정애
- 유명순
- 권일정
- 오영화
- 김경란
- 문미봉
- 박광진
- 양일민
- 최성관
- 장인한
- 안진수
- 이영호
- 전숙
- 홍윤정
- 이장미
- 나정옥
- 김신명
- 성명순
- 조인선
- 박예숙
- 곽건
- 박용팔
- 신동욱
- 남성국
- 주일몽
- 김애라